# Klaha
Masaki Haruna (春名真樹 Haruna Masaki?) de nombre artístico Klaha, es un músico, cantante y compositor japonés. Activo desde 1992, año en el que fundó junto a Atsushi Fukuyama la banda de música electrónica y dark wave Pride of Mind. En el año 2000 se unió como vocalista de la banda de rock visual kei Malice Mizer. En el año 2001 tuvo un papel protagónico en Bara no konrei una película muda producida por Malice Mizer.
En el año 2002, el 4 de diciembre, un año después de la disolución de Malice Mizer, lanza su álbum debut como solista Nostal Lab. En el año 2004, el 16 de febrero lanza su segundo sencillo «setsubou» y en abril realiza su última aparición pública.

## Historia

### Pride of Mind
En 1992 formó junto al tecladista, guitarrista y percusionista Fukuyama Atsushi y Masanori Ito, la banda New Wave Pride of Mind, influenciado por la música clásica y electrónica. Pride of Mind luchó durante sus primeros meses, pero poco a poco construyó una carrera, hasta el punto de hacer varias giras y aparecer en eventos como Shock Wave'96. Durante sus tres años de actividad lanzó dos demos, un vídeo, y un álbum completo. Sin embargo, en marzo de 1996, Masaki Haruna y Masanori Ito abandonaron la banda, dejando de Fukuyama sobre el suyo propio. En este punto, el hombre que se convertirá algún día en "Klaha" desaparece de la escena por varios años.

### Malice Mizer
La banda Malice Mizer había perdido a su vocalista y a su baterista. Yu ~ ki, uno de los miembros de la banda, era amigo de Masaki Haruna y decidió que Malice Mizer lo invite a ser el tercer vocalista en la historia de la banda. Y así, Klaha, fue presentado en Malice Mizer en mayo de 2000. Esto no fue revelado al público, ya que siempre quedaba fuera de las fotografías o detrás de fotos borrosas.
Una vez que Klaha tomó su lugar junto a los demás miembros, la época final de Malice Mizer comenzó. Mientras que el anterior vocalista, Gackt, ha desempeñado más un papel de "príncipe romántico / trágico", la imagen de Klaha fue más cercano al del "Gothic Aristocrat". Aunque su imagen es más oscura que el tono apropiado del nuevo Malice Mizer, también se inyecta una suave nota de sentimentalismo en sus letras. Así, en 2001, la banda lanzó los sencillos "Gardenia", "Beast of blood", y "Garnet", y filmó la película muda "Bara no Konrei" en el que Klaha encarnó al héroe. Sin embargo, Klaha sería el más breve de todos los vocalistas de Malice Mizer, ya que la banda entra en un "paréntesis indefinido" a finales de año.

### Carrera solista
A diferencia de la última vez que se separó una banda de Klaha, en esta ocasión había definido los planes para continuar en la música. Así, en diciembre de 2002 lanzó su primer álbum como solista "Nostal Lab". En una salida de sus viejas costumbres, se tomó en una imagen mucho más ligera, y escribió música pop con sentimientos nostálgicos. Esto, dijo, era su manera de expresar lo que había en su corazón y la exploración de nuevas vías musicales que no podía seguir en Malice Mizer.
En el 2003 lanzó su sencillo, "Märchen". Ambos fueron acompañados por breves giras. A comienzos de 2004 lanzó lo que es hasta ahora su último trabajo, el miniálbum "Setsubou".
Su última aparición fue en abril de 2004, desde entonces que ha estado retirado.

## Discografía

### Álbumes
- 2002: Nostal Lab

#### Sencillos
- 2003: «Märchen»
- 2004: «setsubou»

### Con Pride of Mind
- 1995: Systems of Romance

#### Sencillos
- 1994: «First demo tape»
- 1994: «Second demo tape»

### Con Malice Mizer
- 2000: Bara no seidou